# Zahrebellea, Kozelșciîna
Zahrebellea (în ucraineană Загребелля) este un sat în comuna Horișkî din raionul Kozelșciîna, regiunea Poltava, Ucraina.

## Demografie
Componența lingvistică a localității Zahrebellea
     Ucraineană (100%)
Conform recensământului din 2001, toată populația localității Zahrebellea era vorbitoare de ucraineană (100%).